# Los Tucu Tucu
Los Tucu Tucu fue un conjunto folclórico argentino creado en Tucumán en 1959. Inicialmente se llamaron Trío Los Ases y luego Las Voces del Surco. Está considerado como uno de los más importantes grupos de la historia de la música folclórica de Argentina, especialmente representativo de la provincia de Tucumán.
Entre los éxitos de su cancionero se encuentran canciones como "Luna tucumana" (Atahualpa Yupanqui), "Zafrero" (Alma García), "Zamba de amor y mar" (Tito Segura), "Candombe para José" (Roberto Ternán), "La pobrecita" (Atahualpa Yupanqui), "Arriando caminos" (Roberto Pérez-Ricardo Romero), "Pescador y guitarrero" (Horacio Guarany), "Viene clareando" (Atahualpa Yupanqui), "Volver en vino" (Horacio Guarany), "El gato de la fiesta" (Zulema Alcayaga-Waldo Belloso), "Nada tengo de ti" (Horacio Guarany), o "Tristeza del por qué" (Horacio Guarany), cabe mencionar una interpretación especial de Los Tucu Tucu, como fue el "Ave María" de Franz Schubert.
El estilo del grupo se caracterizó por los dos tenores que obraban como primeras voces y los recitados realizados por el bajo (Ricardo Romero), como una constante de sus interpretaciones.

## Trayectoria

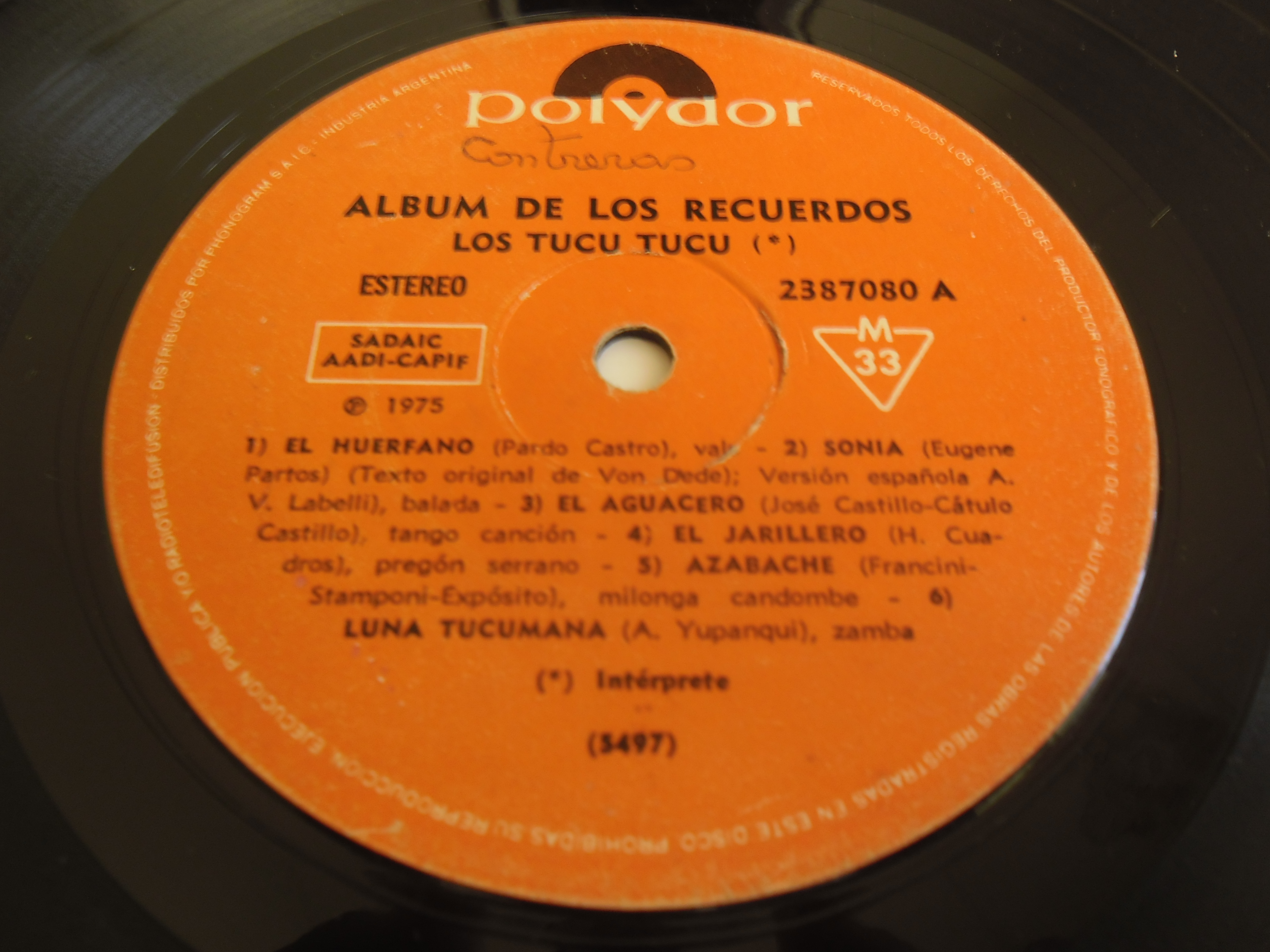
LP de Álbum de los Recuerdos Vol. 1 de Los Tucu Tucu (1975).

Su primera formación fue un trío y estuvo integrada por Ricardo Benjamín Romero, Santiago Jerez y Héctor Hugo "El Gringo" Bulacio, adoptando el nombre de Trío Los Ases. Poco después cambiaron el nombre por Las Voces del Surco y se incorporó al grupo Carlos Angel "el Chango" Paliza. Sin embargo en Buenos Aires, el músico Víctor Buchino, por entonces director discográfico de RCA Víctor, los persuade de volver a cambiar su nombre, sugiréndole Los Tucu Tucu para acentuar su identidad tucumana.
En 1960 grabaron el primer álbum, Los Tucu Tucu, ex Voces del Surco. En 1965 César Manuel "Coco" Martos reemplazó a Santiago Jerez, iniciando una etapa de grandes éxitos y realizando giras americanas y europeas. En ese período tuvieron un programa propio en la televisión uruguaya. En 1970 ganaron el Primer Premio del Festival Folclórico Internacional de España y en 1975 recibieron el premio Consagración del Festival de Cosquín de Folclore, premio que volverían a recibir en 1998. Dos años antes se había separado Martos, siendo reemplazado por Carlos Alberto Sánchez.
Realizaron exitosas giras por España y Rusia y fueron designados como padrinos de varios festivales folclóricos, como los de Jesús María, Monteros, La Santafecita, Reconquista, La Chaya de La Rioja, Tinogasta y Merlo.
El 9 de septiembre de 2007, mientras el grupo se trasladaba en automóvil para realizar una presentación, sufrieron un accidente al ser arrollados por un tren en la ruta 4, a pocos metros del acceso sur a San Cristóbal, en la provincia de Santa Fe. En el choque murieron Ricardo Romero y Héctor Bulacio, y sufrieron heridas graves Carlos Sánchez y Roberto Pérez. La tragedia puso fin a la existencia del conjunto.
Formaciones del conjunto:
| Periodo   | Bajo             | segunda Voz      | Primera Voz    | Tercera Voz   | trabajos discográficos editados |
| 1959-1965 | Ricardo Romero   | Héctor Bulacio   | Santiago Jerez | Chango Paliza | 5                               |
| 1965-1973 | Ricardo Romero   | Héctor Bulacio   | Coco Martos    | Chango Paliza | 9                               |
| 1973-1977 | Ricardo Romero   | Héctor Bulacio   | Carlos Sánchez | Chango Paliza | 5                               |
| 1977-2007 | Ricardo Romero † | Héctor Bulacio † | Carlos Sánchez | Roberto Pérez | 24                              |

## Discografía
1. Los Tucu Tucu, ex Voces del Surco (1960)
2. El sueño del pastor (1962)
3. Zamba de un amanecer (1963)
4. Cantan Los Tucu Tucu (1963)
5. Cantan Los Tucu Tucu: Volumen Nº 2 (1964)
6. Cantan al Corazón de la Tierra (1966)
7. Canto y Sentimiento (1968)
8. La muerte del sauce (1969)
9. Los Tucu Tucu (1970)
10. Canción para un Verano (1971)
11. Canción con Todos..! (1972)
12. Por los Caminos de Mi Patria (1972)
13. De cara al Sol (1973)
14. Somos los tucu tucu (1973)
15. Personalísimos (1974)
16. Álbum de los Recuerdos Vol. 1 (1975)
17. Homenaje a la Vida (1975)
18. Mi Tucumán Querido (Compilado, 1976)
19. De Pueblo en Pueblo (1976)
20. Álbum de los Recuerdos Vol. 2 (1977)
21. Tucumanos (1978)
22. Canción para Mi Hogar (1979)
23. Recital de los 20 años (1980, reeditado en CD en 1991)
24. Quedate en Mí... (1982)
25. Esta Tierra Mía (1983)
26. Como un Vuelo de Paloma (1983)
27. Este Largo Camino: 25 Años (1984)
28. De la Misma Raíz (1986)
29. Para Nombrarte... (1987)
30. Identidad (1990)
31. El porqué de los tucu tucu (1992)
32. Leyenda (1995)
33. Al Corazón (1996)
34. Los Tucu tucu y sus amigos (1996)
35. Arriando Caminos (1998)
36. Alma de vidala (1998)
37. La Amanecida: Sentir el Folclore (1999)
38. Cuando Me Abandone el Alma: Sentir el Folclore (1999)
39. Añoranzas (2000)
40. Vida (2001)
41. Mañana... (2003)
42. Por Siempre...Los Tucu Tucu (2005
43. Más Allá del Amor... (2007)

## Filmografía
- El cantor enamorado  (1969)
- Argentinisima I  (1972)

### Para ver y oír
- "Ave María", de Franz Schubert, por Los Tucu Tucu, YouTube.
- "Candombe para José", de Roberto Ternán, por Los Tucu Tucu, YouTube.

- Datos: Q5980490